# Erwin Kohn
Erwin Kohn (* 20. Dezember 1911 in Baden, Österreich-Ungarn; † 18. März 1994 in Mar del Plata, Argentinien) war ein österreichischer Tischtennisspieler. Bei der Weltmeisterschaft 1936 war er Mitglied der Meistermannschaft.

## Werdegang
Erwin Kohn spielte seit 1926 beim Verein TT Casino Baden AC. 1930, 1931 und 1933 wurde er österreichischer Meister im Einzel.
Von 1929 bis 1937 nahm er achtmal an Weltmeisterschaften teil. Dabei wurde er 1936 mit den österreichischen Herren Mannschaftsweltmeister. 1929 und 1934 holte er im Teamwettbewerb Silber, 1932, 1933 und 1935 Bronze. Weitere Bronzemedaillen gewann er 1932 und 1935 im Einzel sowie 1933 im Doppel mit Paul Flußmann.
Als größter Erfolg gilt Kohns Sieg in einem internationalen Turnier in Riga, bei dem er im Endspiel den damals amtierenden Weltmeister Victor Barna bezwang.
Nach der Weltmeisterschaft 1936 reduzierte Kohn seinen Trainingsaufwand. Im Juni 1937 wanderte er nach Buenos Aires aus. Zwischen 1940 und 1952 wurde er achtmal Meister von Argentinien.
2012 wurde Erwin Kohn in die International Jewish Sports Hall of Fame aufgenommen.

## Turnierergebnisse
| Verband | Veranstaltung     | Jahr | Ort      | Land | Einzel        | Doppel        | Mixed        | Team |
| ------- | ----------------- | ---- | -------- | ---- | ------------- | ------------- | ------------ | ---- |
| AUT     | Weltmeisterschaft | 1937 | Baden    | AUT  | Qual          | keine Teiln.  | keine Teiln. |      |
| AUT     | Weltmeisterschaft | 1936 | Prag     | TCH  | letzte 128    | keine Teiln.  | keine Teiln. | 1    |
| AUT     | Weltmeisterschaft | 1935 | Wembley  | ENG  | Halbfinale    | letzte 32     | keine Teiln. | 3    |
| AUT     | Weltmeisterschaft | 1934 | Paris    | FRA  | letzte 16     | letzte 16     | keine Teiln. | 2    |
| AUT     | Weltmeisterschaft | 1933 | Baden    | AUT  | Viertelfinale | Halbfinale    | letzte 32    | 3    |
| AUT     | Weltmeisterschaft | 1932 | Prag     | TCH  | Halbfinale    | letzte 16     | Scratched    | 3    |
| AUT     | Weltmeisterschaft | 1930 | Berlin   | FRG  | letzte 64     | Viertelfinale | letzte 16    | 4    |
| AUT     | Weltmeisterschaft | 1929 | Budapest | HUN  | Viertelfinale | letzte 16     | letzte 16    | 2    |